# Acharadi, Sakleshpur
Acharadi là một làng thuộc tehsil Sakleshpur, huyện Hassan, bang Karnataka, Ấn Độ.